# 슈픽스올빼미원숭이
슈픽스올빼미원숭이(Aotus vociferans)는 남아메리카에 사는 올빼미원숭이의 일종이다. 브라질과 콜롬비아, 에콰도르 그리고 페루에서 발견된다. 북방올빼미원숭이로도 불린다.